# 妹の恋人
『妹の恋人』（いもうとのこいびと、Benny & Joon）は、1993年のアメリカ映画。

## ストーリー
ある田舎町の自動車整備工場に勤める青年ベニーは、両親の死で心を病んでしまった妹ジューンに振り回されながらも彼女を支え、12年間2人だけで生きて来た。そんなある日、ふとしたことから友人の従兄弟である文盲の青年サムを引き取るはめになったベニーは、サムをジューンの世話役として使うことにした。
サムは無口で風変わりで、バスター・キートンやチャップリンをはじめ、様々な映画の登場人物のモノマネが得意。そんなサムにジューンは自然に心を開いて行く。

## キャスト
- サム：ジョニー・デップ
- ジュニパー・“ジューン”・パール：メアリー・スチュアート・マスターソン
- ベンジャミン・“ベニー”・パール：エイダン・クイン
- ルーシー：ジュリアン・ムーア
- エリック：オリヴァー・プラット
- ガーペー医師：CCH・パウンダー
- トーマス：ダン・ヘダヤ
- ランディ・バーチ：ウィリアム・H・メイシー
- マイク：ジョー・グリファシ